# Tragédie de Niamiha
La tragédie de Niamiha est une bousculade massive s'étant déroulée le 30 mai 1999 dans un passage souterrain menant à la station Niamiha du métro de Minsk (Biélorussie) et ayant fait 53 victimes.
Le 30 mai 1999, de nombreux Minskois se rassemblent le long de la rivière Svislotch pour assister à la fête de la bière, dans le cadre de laquelle est organisé un concert du groupe Mango-Mango (ru). Un orage se déclare soudainement, accompagné de grêle. Environ 2 500 personnes tentent de s'abriter dans le passage souterrain avoisinant. Dans la bousculade qui s'ensuit, 53 personnes perdent la vie, parmi lesquelles 40 jeunes femmes et deux policiers qui tentent de porter secours aux personnes écrasées. La majorité des victimes sont des jeunes âgés de 14 à 20 ans. Trois victimes seulement sont âgées de plus de trente ans (36, 47 et 61 ans). Plus de 150 autres personnes sont blessées.

## Raisons de la tragédie

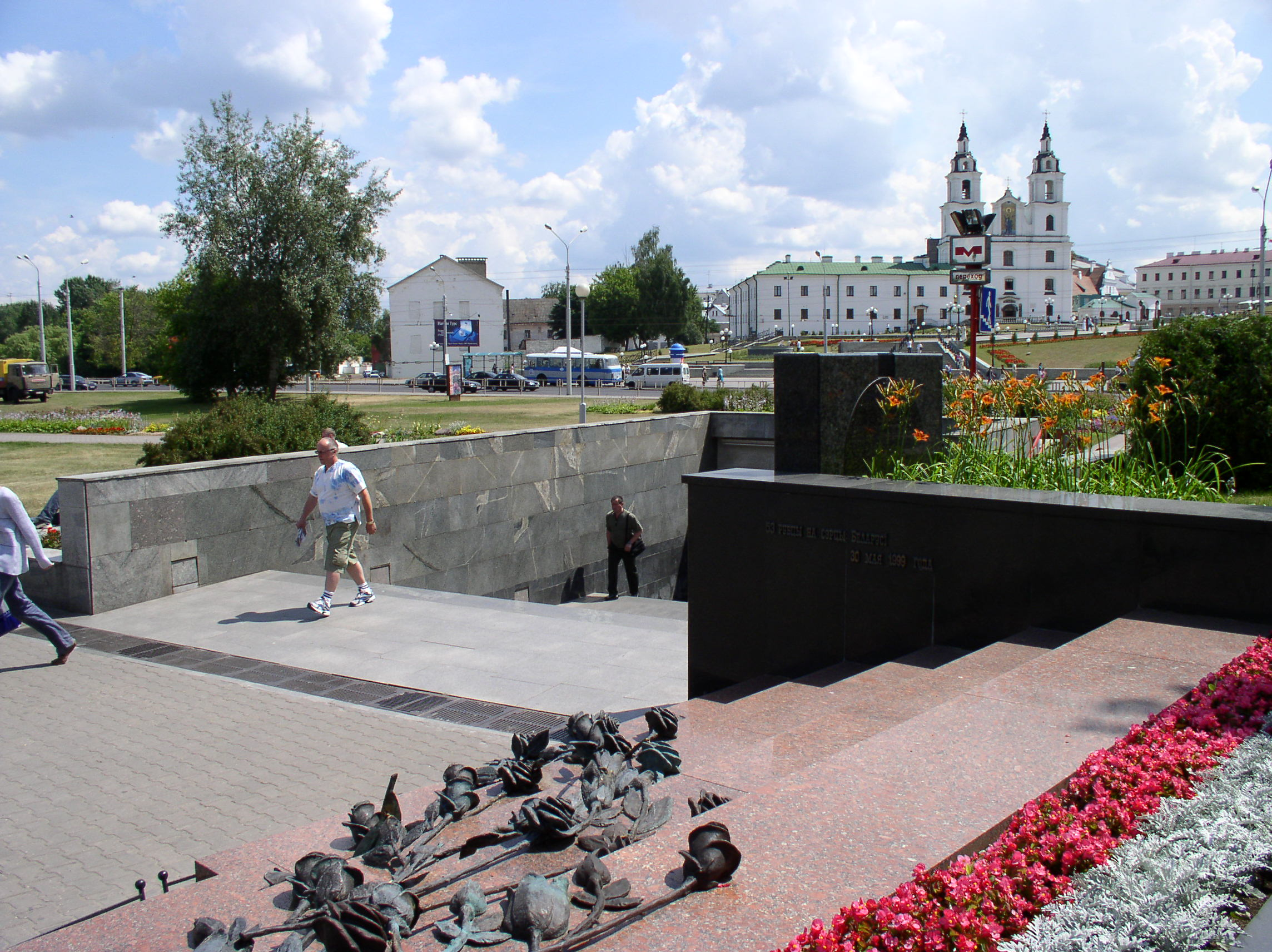
Entrée de la station Niamiha du métro de Minsk

Selon les autorités, la raison de cette catastrophe est un tragique concours de circonstances. Il apparaît dans la presse que la bousculade a été favorisée par les marches glissantes du passage souterrain ainsi que les chaussures instables des jeunes femmes (qui portaient des souliers à talons hauts). Un procès a également été intenté contre Viktor Roussak, chef de la milice de la ville de Minsk, et Mikhaïl Kondratine, responsable des rassemblements de masse dans la ville. Ils sont accusés de négligence (article 168 du code civil dans sa version de 1960). Cependant, en 2002, le président du tribunal du raïon central de Minsk, Piotr Kirkovski, requalifie le chef d'accusation selon un autre article qui ne prévoit pas de responsabilité en cas de décès et ferme le dossier pour prescription. Une compensation financière est versée aux familles des victimes.
Selon les dires d'un survivant, les responsables de la bousculade sont de jeunes gens qui, pour s'amuser, auraient maintenu la foule à l'intérieur pour ensuite la laisser sortir d'un coup. Ils seraient ensuite partis en courant vers le fond du passage souterrain.
Les familles des victimes ont intenté des procès à plusieurs reprises contre les autorités de la ville de Minsk, la police (milice), la station de radio Mir (Мир) et le centre de production OOO Klass-kloub DK (ООО «Класс-клуб ДК»), qui étaient responsables ce jour-là du maintien de l'ordre et de l'organisation de la fête. Cependant, elles sont toutes déboutées par des tribunaux de différentes instances.
L'état d'ébriété d'une grande partie du public aurait également joué un rôle prépondérant dans la bousculade.

## Conséquences
Le président biélorusse Alexandre Loukachenko déclare le deuil national pour les 1er et 2 juin.
Le président du comité exécutif de la ville de Minsk, Vladimir Ermochine, envoie sa démission au président Loukachenko, mais celui-ci la refuse.
Longtemps après la tragédie, le passage souterrain reste un lieu de pèlerinage pour les proches des victimes : ils y accrochent des portraits, des icônes, des prières ou y allument des bougies en mémoire des victimes.
Sur le lieu de la tragédie, à côté de l'entrée de la station de métro Niamiha, est inauguré un mémorial composé de 53 fleurs de bronze (40 roses et 13 tulipes, soit le nombre de victimes de sexe féminin et masculin) éparpillées sur des marches de manière métaphorique, avec l'inscription «53 рубцы на сэрцы Беларусi. 30 мая 1999 года» (53 cicatrices sur le cœur de la Biélorussie. 30 mai 1999), ainsi que d'un petite chapelle où sont gravés sur une plaque de métal les noms des victimes accompagnés de cet extrait de l'Évangile de Jean : «Я есмь воскресение и жизнь. Верующий в Меня, если и умрет, оживет. И всякий живущий и верующий в Меня не умрет вовек» (Moi, je suis la résurrection et la vie. Celui qui croit en moi, même s’il meurt, vivra ; quiconque vit et croit en moi ne mourra jamais).
Le sculpteur biélorusse Vladimir Jbanov (ru) dédie sa sculpture Девочка с зонтом (La fille au parapluie), située square Mikhaïlovski, aux victimes de la tragédie.
Selon le chef de la milice de Minsk, Vladimir Novitkevitch, la milice a retenu les leçons de la tragédie. Un nouvel algorithme d'actions pour le maintien de l'ordre sur les lieux de rassemblements de masse dans des conditions climatiques difficiles a été mis au point. À présent, la veille de rassemblements de masse, le ministère des situations d'urgence doit informer la milice sur la situation météorologique et émettre une autorisation tenant compte de cette situation.
Une chapelle commémorative fut inaugurée en 2002.

Tombes des victimes
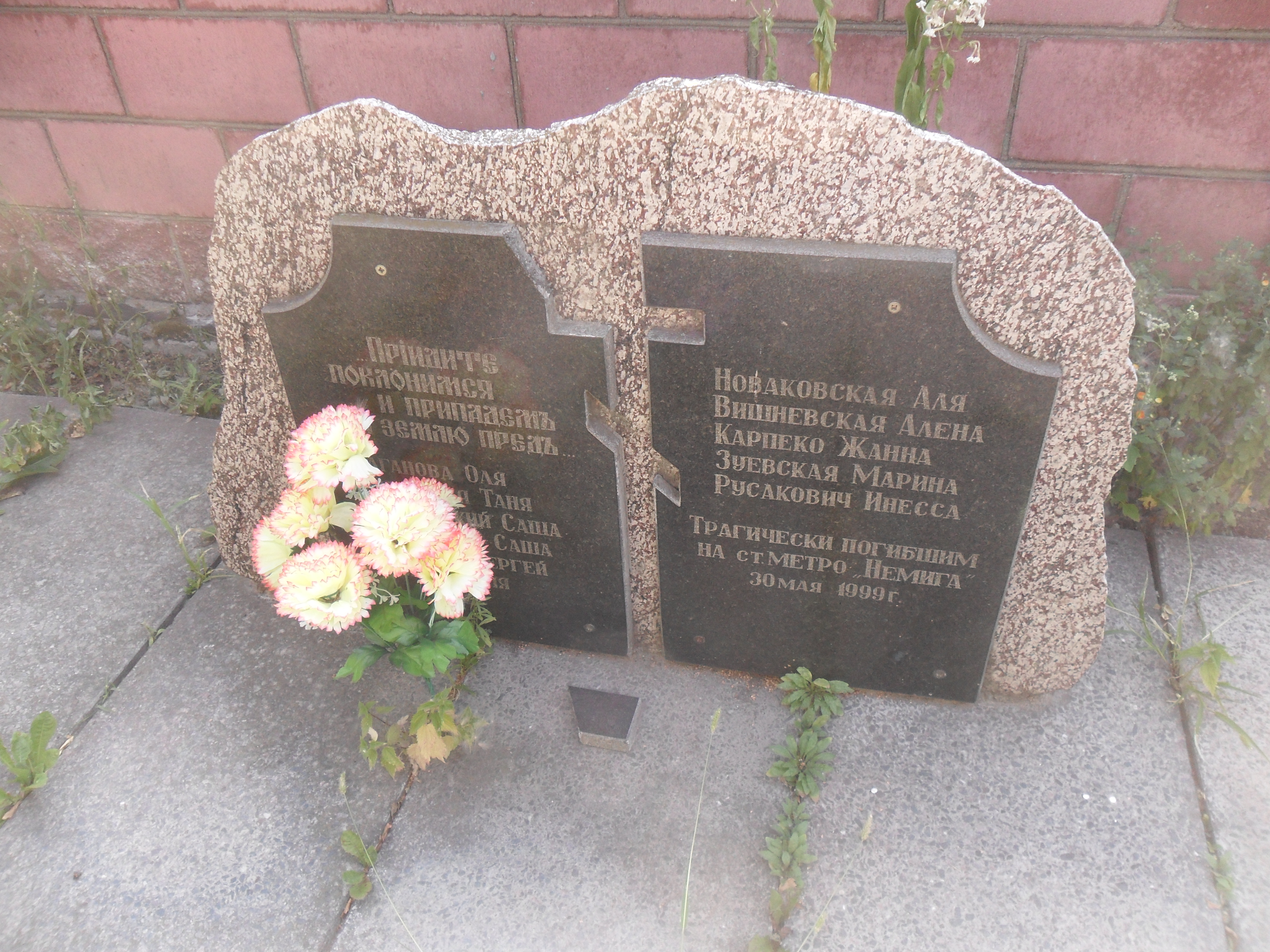
Plaque commémorative au cimetière Tchijovski de Minsk.
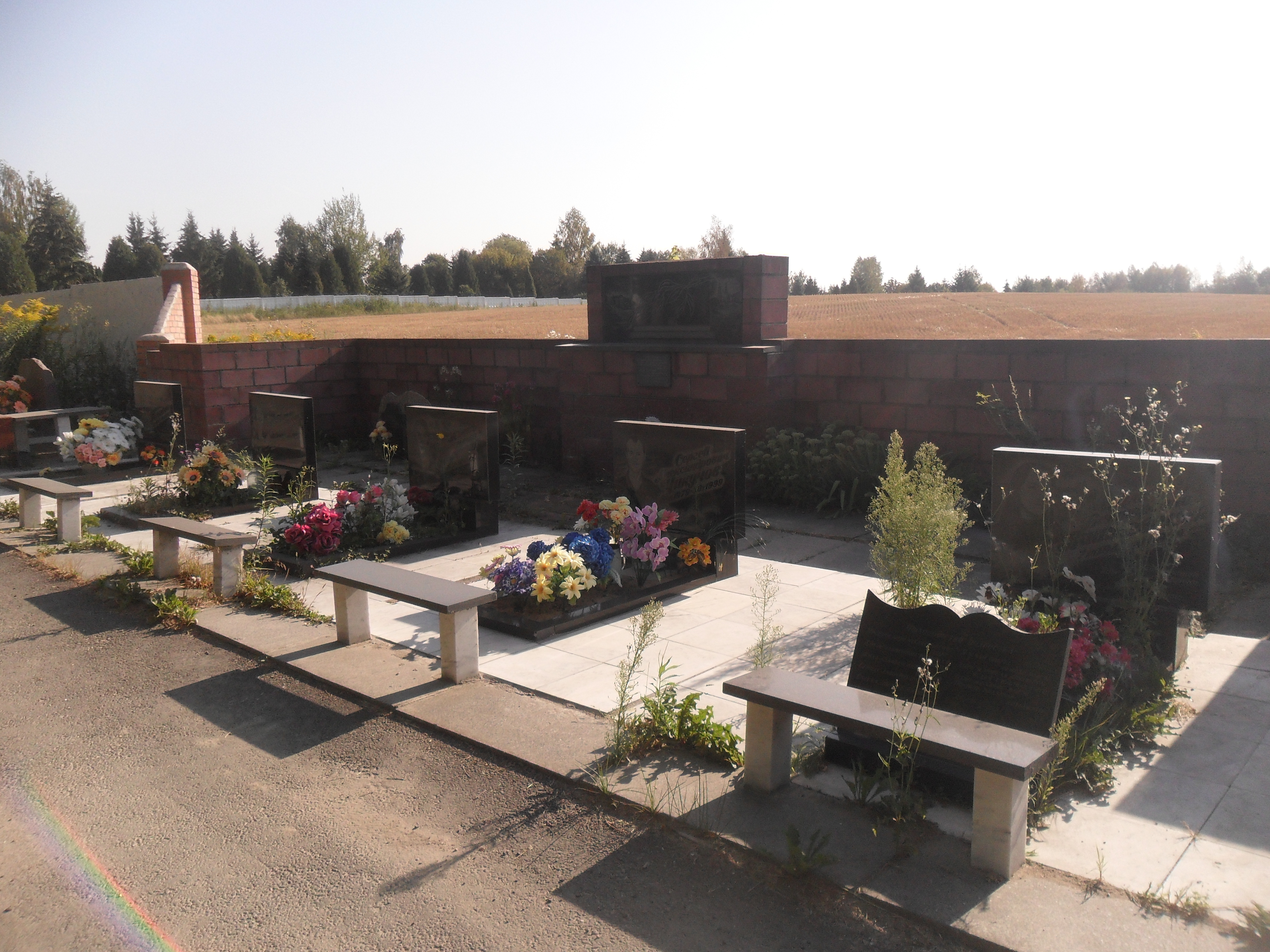
Allée des victimes de la tragédie au cimetière Tchijovskoïe de Minsk.
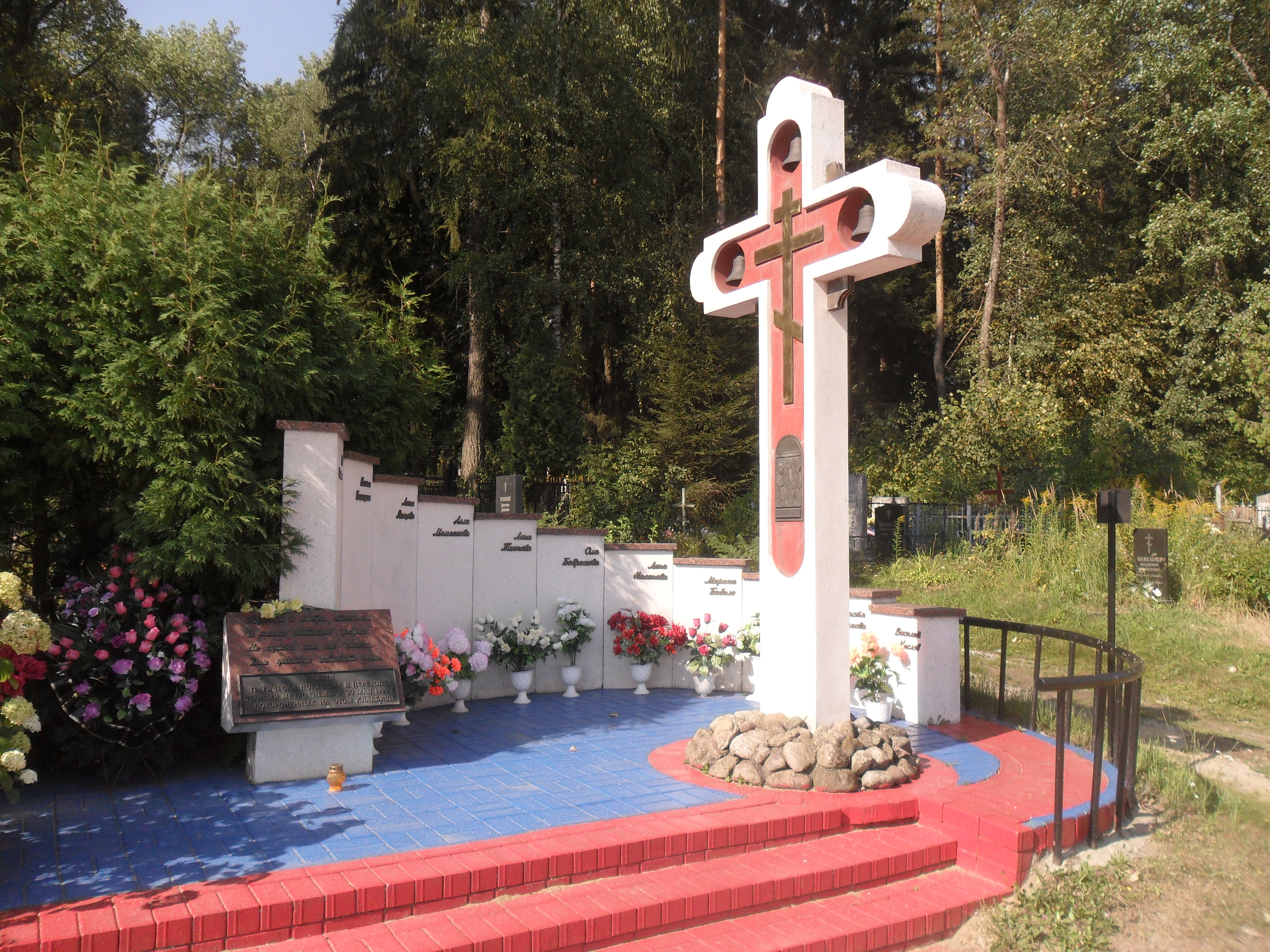
Mémorial aux victimes de la bousculade enterrées au cimetière Vostotchnoe de Minsk.